# Джонсон, Джеймс (блюзмен)
Джеймс «Супер Чикан» Джонсон (англ. James «Super Chikan» Johnson), также просто под прозвищем «Super Chikan» (16 февраля 1951, Дарлин, Миссисипи, США) — американский блюзовый гитарист, вокалист и автор песен. Лауреат Blues Music Awards в номинации «Альбом традиционного блюза» (2010), номинант Blues Music Awards в номинациях «Лучший дебют» (1998), «Песня года» (2010),  «Артист года — Премия Би Би Кинга» (2010, 2011), «Исполнитель традиционного блюза» (2010, 2011, 2022). Племянник блюзмена Биг Джека Джонсона, и отмечалось что Супер Чикан, его дядя, наряду с Полом Джонсом, Бубой Барнсом и Ар Эл Бёрнсайдом были «современными представителями более резкой, электрифицированной версии сырого, необработанного звучания дельта-блюза»  ".

## Биография
Джеймс Джонсон родился в Дарлине, штат Миссисипи, 16 февраля 1951 года. Его дед Эллис Джонсон был известным блюзменом в Миссисипи, который регулярно играл с Робертом Джонсоном в 1920-х годах. Он провел своё детство, переезжая из города в город в дельте Миссисипи, и работая на фермах, где работала его семья. Его прозвищем «Chikan Boy», производным от chicken (рус. цыплёнок) в детстве наградили его друзья, потому что он любил кур на ферме, и до того, как Джеймс стал достаточно взрослым, чтобы работать в поле, он ходил и разговаривал с курами. В раннем возрасте Джонсон стал играть на своём первом элементарном музыкальном инструменте, диддли-боу. По мере взросления он придумывал новые способы улучшения и изменения звуков, которые он мог с его помощью издавать, и в 1964 году, в магазине Армии спасения в Кларксдейле, он купил свою первую гитару, акустическую модель, у которой оставалось лишь две струны, причём в течение нескольких недель он играл на двух струнах, будучи убеждённым что так и должно быть . Вскоре он стал играть в клубах, в том числе с The Jelly Roll Kings.
Повзрослев, Джеймс Джонсон стал зарабатывать на жизнь вождением грузовика. Во время длительных поездок по дороге он начал сочинять собственные песни. Когда он показал некоторые из песен своим друзьям, они убедили его пойти в студию и записать их. Затем он начал играть с некоторыми известными местными музыкантами, но решил, что лучше будет выступать самостоятельно, чем пытаться соответствовать стилю своих товарищей по группе. Он так и сделал, и в 1997 году выпустил свой дебютный альбом Blues Come Home to Roost, на стиль которого оказали влияние такие музыканты, как Мадди Уотерс, Джон Ли Хукер и Чак Берри. С этим альбомом музыкант был номинирован в 1998 году на звание лучшего дебютанта года Blues Music Awards. Затем он выпустил альбомы What You See (2000), Shoot That Thang (2001), Chikan Supe (2005) и Sum Mo Chikan (2007). Супер Чикан со своей группой много гастролировал, как в США, так и в Европе и Японии. 
В 2009 году был выпущен альбом Chikadelic, который был записан в студии Stax Records в Мемфисе и распространен BluesTown Records. Этот альбом принёс музыканту пока единственную победу на церемонии Blues Music Awards в номинации «Альбом традиционного блюза»; помимо этого он принёс номинации в категориях  «Артист года — Премия Би Би Кинга», «Исполнитель традиционного блюза» и «Песня года».    
Постоянно живёт в Кларксдейле, где регулярно выступает в блюзовом клубе Ground Zero, принадлежащим Моргану Фримену, и является любимым блюзовым исполнителем актёра. В начале 2000-х он создал собственную уникальную группу, состоящую исключительно из женщин-музыкантов. Все началось с того, что дочь Джонсона играла на барабанах. Вскоре он нанял женщину-пианистку, и эта пара предложила ему нанять женщину-басиста. Он вспомнил басистку, которую видел работающей с Эдди Клируотером, и когда она присоединилась, группа была сформирована.  
Джеймс «Супер Чикан» Джонсон также известен как мастер инструментов: он изготавливает музыкальные инструменты ручной работы из переработанных деталей (например из газовых баллончиков и мётел, на которых он рисует сцены из Дельты). Про его магазин писали: «Здесь вы найдете гибрид диддли-боу, который он называет „боу-джо“, его гитару-петуха, гитару-топор, гитару-пистолет 38 калибра и гитару-потолочный вентилятор. Простая гитара из коробки сигар обойдется вам примерно в 3800 долларов, а диддли-боу-джо обойдется вам ближе к 5000 долларов». В число лиц, купивших его гитары, входят Билл Клинтон и Пол Саймон. 
В 2011 году музыкант был удостоен мемориальной доски на Аллее славы в Кларксдейле, получил пять премий Living Blues Awards, премию губернатора Нью-Мексико за выдающиеся достижения в области исполнения и премию губернатора Миссисипи за выдающиеся достижения в искусстве. 
Канадские режиссёры Марк Рэнкин и Брайан Уилсон в 2024 году сняли документальный фильм «Жизнь в блюзе», описывающий музыканта, который «в возрасте 73 лет все еще стремится сбалансировать музыкальную карьеру с обеспечением своей семьи»
«Одна из его отличительных черт — спонтанное веселье и юмор, которые он привносит в свою музыку, как в живую, так и в записи. Когда бы вы его ни услышали, это 3 часа ночи воскресного утра в переполненном придорожном ресторане».
«Смешной, фанковый, блюзовый, настоящий. Джеймс „Супер Чикан“ Джонсон — мастер блюзового шоу из дельты Миссисипи». 

## Дискография
- 1997 — Blues Come Home to Roost
- 2000 — What You See
- 2001 — Shoot That Thang
- 2005 — Chikan Supe
- 2007 — Sum Mo Chikan
- 2009 — Chikadelic
- 2010 — Welcome to Sunny Bluesville
- 2011 — Okiesippi Blues (с Уотермелон Слимом
- 2015 — Organic Chikan, Free Range Rooster